# رنا العجيلي
رنا العجيلي هي صحفية ومراسلة عراقية وأم ل5 أطفال ولدت في سنة 1979، عملت مع قوات الحشد الشعبي في التغطية الاعلامية لمعاركهم ضد داعش، إلى أن لقيت حتفها أثناء تغطيتها لإحدى معارك الحشد قرب الحدود السورية في محافظة الأنبار في تشرين الثاني 2017.